# Image-Datei
Eine Image-Datei, kurz Image (englisch für Abbild), ist eine als Datei gespeicherte Kopie des Inhalts eines Volumes eines Computersystems, wie zum Beispiel eines Datenträgers. Im Letzteren Fall wird es auch Datenträgerabbild genannt. Bei dem Quellspeicher kann es sich beispielsweise um eine Festplatte, Partition, Diskette, CD/DVD oder um ein Magnetband handeln. Eine Image-Datei eines optischen Speichermediums ist ein ISO-Abbild.
Im übertragenen Sinne werden auch Volume-Dateien, die nicht als Abbild entstanden sind, Image genannt, etwa virtuelle Festplatten.

## Technik
Im Unterschied zu einer einfachen Datensicherung enthält ein Abbild auch Informationen über die (Dateisystem-)Struktur des Originaldatenträgers (einschließlich des Startsektors), da die Rohdaten gelesen werden – inkl. aller Meta- und Verwaltungsdaten – und nicht nur die Dateien. Dies ermöglicht es, schnell möglichst genaue und zudem vollständige Datenkopien eines Volumes – wie ein Datenträger – herzustellen. Die hohe Geschwindigkeit, mit der ein Abbild hergestellt werden kann, ergibt sich aus der Möglichkeit, direkt Hardwarefunktionen aufzurufen, um die Daten zu lesen oder zu schreiben. Eine Abbilddatei reproduziert den Originaldatenträger relativ genau; teilweise – abhängig von der eingesetzten Hardware und dem jeweiligen Imaging-Programm – werden Fehlerinformationen mitkopiert, damit beispielsweise das Abbild einer Diskette oder CD nicht durch Kopierschutzmechanismen unbrauchbar wird – denn manche installierte Software wird aufgrund von Kopierschutzmechanismen nicht mehr ausgeführt, wenn sie sich durch einfaches Zurückkopieren der Programmdateien in einem anderen Festplattensektor als bei der Installation befindet, oder wenn ein als Kopierschutz absichtlich eingerichteter als fehlerhaft markierter Sektor nicht vorhanden ist. Bei einem Wiederherstellungsversuch mit einem dateibasierten Backup würde diese Software nicht mehr funktionieren.
Will man CDs vervielfältigen oder mehrere Rechner initial mit den gleichen Programmen bzw. Daten ausstatten, kann es vorteilhaft sein, hierzu ein entsprechendes CD- oder Festplattenabbild zu generieren und anschließend mehrfach zu schreiben. Es kann auf diese Weise zunächst ein Rechner vollständig eingerichtet werden und dessen Festplatte dann auf die Festplatten anderer Rechner „geklont“ werden.
Der direkte Bezug auf Hardwarestrukturen kann sich jedoch auch als Nachteil erweisen – das Abbild einer Festplatte lässt sich meist nicht eins zu eins auf eine CD schreiben, da die Dateisysteme von Festplatten und CDs normalerweise völlig unterschiedlich sind. Außerdem lassen sich Abbilddateien auf einigen Betriebssystemen nur mit Spezialprogrammen lesen und nicht immer verändern; andere Betriebssysteme wiederum enthalten Funktionen zum Arbeiten mit Abbilddateien als integralen Bestandteil.
Insbesondere CD-Abbild-Funktionen werden meist schon mit dem Betriebssystem geliefert, weil das nicht-veränderbare Dateisystem ISO 9660 sehr weit verbreitet ist. Gelegentlich ist von ISO-Abbildern die Rede – damit sind ursprünglich Abbilder von CDs im ISO-9660-Format gemeint. Auch virtuelle Festplattenabbilder sind in modernen Betriebssystemen meist direkt nutzbar, wie etwa mit VHD unter Windows oder Apple Disk Images unter macOS.

## Erstellungssoftware

### Windows
Das ursprünglich als Erweiterung für DOS auf dem PC entstandene Windows von Microsoft gab es als Betriebssystem in der sogenannten MS-DOS-Linie „Windows 9x“ und aktuell in der Windows-NT-Linie.
- „Systemabbild erstellen“ – ab Windows 7 im Lieferumfang des Betriebssystems enthalten[1]
  - „Datenträgerabbild brennen“ (mit isoburn[.exe]) – Windowsbordmittel (ab Windows 7 und Server 2008 R2)[2][3][4][5]
  - cdburn[.exe] und dvdburn[.exe] – zwei weitere [Befehlsfenster-]Anwendungen in den Windows Resource Kits; sind seit 2003 (oder früher) dort enthalten[6]
- DriveImage XML – kostenfrei (freeware)
- ImgBurn – kostenfrei
- Symantec/Norton Ghost – kommerziell
- ODIN – quelloffen
- VirtualBox – frei

### macOS
Das Betriebssystem für Apple-Computer (wie die Macintosh-Serie) hieß von 1998 bis 2012 „Mac OS X“ (Versionen 10.0 bis 10.7), von 2012 bis 2016 „OS X“ (Versionen 10.8 bis 10.11) und heißt seit 2016 „macOS“ (ab Version 10.12). Das klassische Mac OS (bis 2001) bot zuletzt ähnliche aber großteils inkompatible Möglichkeiten für Speicherabbilder.
- Festplattendienstprogramm
- hdiutil
- dd (weil macOS auch ein unixoides System ist)

### Unixoid
Unter unixoiden Betriebssystemen versteht man Unix-Betriebssysteme, die zwar nicht Unix selbst, aber zum Großteil damit kompatibel sind, beispielsweise FreeBSD und  GNU/Linux.
- Clonezilla (open source)
- dd (ursprünglich Bestandteil von Unix, enthalten z. B. in den coreutils)
- ISO Master (quelloffen)
- Partimage (quelloffen)

### Andere
- Nandroid für Android